# Musa ornata
Musa ornata är en enhjärtbladig växtart som beskrevs av William Roxburgh. Musa ornata ingår i släktet bananer, och familjen bananväxter. Inga underarter finns listade i Catalogue of Life.

## Bildgalleri

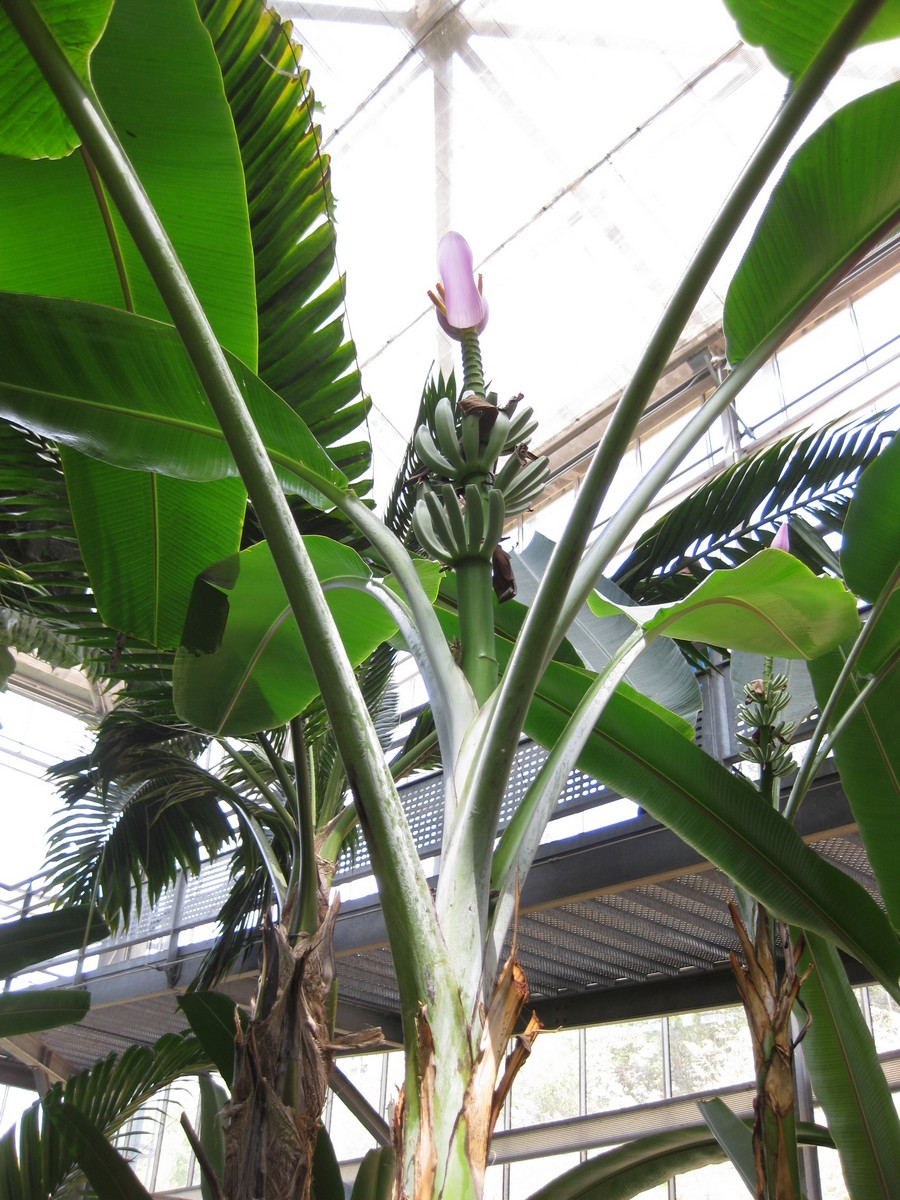